# L’Hebdo
L’Hebdo («Das Wochenblatt») war ein in Lausanne von 1981 bis 2017 erscheinendes, französischsprachiges wöchentliches Schweizer Nachrichtenmagazin.

## Geschichte
L’Hebdo wurde vom Journalisten Jacques Pilet als Schwesterblatt der deutschsprachigen Woche gegründet und vom Schweizer Verlagshaus Ringier Axel Springer Media herausgegeben. Der Inhalt war unterteilt in die Bereiche Suisse (Schweiz), monde (Welt), société (Gesellschaft), économie (Wirtschaft) und culture (Kultur).
Während die Woche schon ein Jahr später wieder eingestellt wurde, hatte L’Hebdo zunächst Erfolg. Es war betont EU-freundlich, wirtschaftskritisch, politisch eher links und vermochte vor allem immer wieder neue Themen zu setzen. Gegen Ende zeigten sich aber Abnützungserscheinungen; Werbeeinnahmen und Abonnementszahlen brachen ein. Das Magazin stand zudem mit seiner EU-Freundlichkeit immer mehr im Gegensatz zu der auch in der Westschweiz zunehmenden EU-Skepsis.
Das Magazin erzielte 2016 eine Auflage von noch 33'706 (Vj. 36'935) verkauften bzw. 34'309 (Vj. 39'766) verbreiteten Exemplaren und eine Reichweite von 156'000 (Vj. 172'000) Lesern (WEMF MACH Basic 2015-II). Es war damit die meistgelesene Zeitschrift in der Westschweiz.
Am 23. Januar 2017 teilte Ringier mit, dass das Magazin eingestellt werde; die letzte Ausgabe erschien am 3. Februar 2017, ausnahmsweise an einem Freitag. Grund für die Einstellung seien «konstant rückläufige Anzeigen- und Verkaufserlöse bei gleichzeitig schlechten wirtschaftlichen Perspektiven». Frei werdende Mittel sollten in die Tageszeitung Le Temps verlagert und ab 18. Februar 2017 solle eine samstägliche Beilage namens «T» herausgebracht werden, die das Wochenendangebot für Leserschaft und Werbekunden umfassend erweitern werde.

## Sonstiges
«Hebdo» ist eine in französischsprachigen Gebieten übliche Abkürzung für hebdomadaire (Wochenzeitschrift, Wochenblatt).
In Frankreich gibt es zahlreiche Zeitschriften oder Wochenzeitungen, die «Hebdo» im Titel führen, z. B. Charlie Hebdo, Siné Hebdo, Livres Hebdo, Auto Hebdo.